# سيلفا شاهاكيان
سيلفا شاهاكيان هي فتاة عراقية أمريكية أرمنية ، ولدت عام 1985، شاركت في مسابقة ملكة جمال العراق. حصلت على اللقب وتوجت ملكة جمال العراق في 10 نيسان عام 2006.
حصلت على اللقب بعد انسحاب الفائزة الأولى، تمار جيورجيان، خوفا من اعتداءات المسلحين.

## تتويجها بالقب ملكة جمال العراق
أقيمت مسابقة ملكة جمال العراق في تاريخ 10 أبريل 2006 وتوجت باللقب تمار جورجيان وهي طالبة جامعية شقراء عمرها 23 سنة وعراقية من أصل أرميني، وبثت التهديدات رعباً بأعصابها، فلملمت شأنها وغادرت فراراً إلى الأردن، وقليلون يعلمون أين حلت بها الرحال، فرت جورجيان بعد أن وصفوها بملكة الملحدين، وحللوا ذبحها. ولأن وصيفتيها المسلمتين رفضتا حمل اللقب خشية القتل، منحه منظموا المسابقة لمن حلت المرتبة الرابعة، وهي سليفيا شاهايكان التي كان عمرها 26 سنة آنذاك في 14 أبريل 2006.
في 2006 وعد ملياردير العقارات الأميركي دونالد ترامب، مالك الشركة المنظمة لمسابقة «ملكة جمال الكون»، بتكريم سيلفيا شاهاكيان، الفائزة في 2006 بلقب «ملكة جمال العراق» واصفاً بأنها «فخورة جداً لفوزها، لكنها تعيش لحظات توتر كبيرة» في إشارة إلى تهديدات متطرفين بقتلها بعد أن توجوها بديلة عن الفائزة الحقيقية بالمسابقة. وقالت سيلفيا لبرنامج «صباح الخير أميركا» على شاشة شبكة آي بي سي التلفزيونية أنها «ستبتعد عن الأنظار», لكن نيويورك بوست تعتقد أنها لا تزال في العراق. أما وعد ترامب بتكريمها، فكان كلاماً بكلام، تلاه نسيان طوى صاحبة اللقب.